# Cyclosa maderiana
Cyclosa maderiana är en spindelart som beskrevs av Kulczynski 1899. Cyclosa maderiana ingår i släktet Cyclosa och familjen hjulspindlar. Inga underarter finns listade i Catalogue of Life.